# Турецкая ривьера
Турецкая ривьера (тур. Türk Rivierası) — неофициальный термин для обозначения части морского побережья Турции с наиболее развитой курортной инфраструктурой. Как правило, в условные пределы ривьеры включают берега Средиземного и Эгейского морей на территории провинций Анталья и Мугла.

## География
Естественные границы ривьеры формируют Средиземное море на юге и Эгейское море на западе. Общая протяжённость береговой линии турецкой ривьеры — свыше 1000 км. 
Побережье окаймляет горный хребет Тавр. Имеются естественные сосновые леса, насаженные человеком оливковые и цитрусовые рощи, а также современные пальмовые и банановые плантации. Береговая линия изрезана, имеются пляжи, вершины горных хребтов заснежены, местами берега скалисты, местами имеются уединённые бухты и заливы. Количество солнечных дней в году — 300 и более.

## Туризм
Часть курортов региона обслуживает покупателей пакетных туров (Аланья, Кемер, Белек), другие специализируются на индивидуальных курортниках (Чиралы, Каш, Калкан, Дальян), третьи принимают тех и других (Бодрум, Мармарис, Фетхие, Олюдениз, Анталья, Сиде). В 2011 году регион принял 13,6 млн иностранных туристов, что составило 43 % всего туристического потока Турции. Первые три места по количеству визитёров принадлежат (в порядке убывания) Германии, России и Великобритании.
На территории ривьеры расположены руины одного из Семи чудес света — Мавзолея в Галикарнасе, развалины десятков античных городов, включая Сиды, Аспендос, Термессос, Миру, Олимпос и Книд. Здесь находится родина Николая Угодника — Патара и место его служения в городе Демре, крупный археологический Музей Антальи и построенный госпитальерами замок Святого Петра. Природные достопримечательности включают остров Кекова, ущелье Саклыкент, открыточные пляжи Олюдениз, Капуташ и другие, «горящую гору» Янарташ, долины канала Дальян и реки Эшен (Ксанф) и места размножения редких черепах каретта.
Регион является центром турецкого дайвинга, параглайдинга, рафтинга и также известен 500-километровым пешим маршрутом «Ликийская тропа» и многодневными «Голубыми круизами» вдоль берега на традиционных османских гюлетах.
Сезон купания в средиземноморской части ривьеры продолжается с середины мая до конца октября, в эгейской части — с июня по сентябрь включительно.

## Список курортов и важных городов ривьеры
| - Анталья - Аланья - Бельдиби - Белек - Бодрум - Даламан - Дальян - Датча - Дидим | - Фетхие - Финике - Калкан - Каш - Кемер - Кушадасы - Кёйджегиз - Манавгат - Мармарис - Сиде |

Основные курорты с запада на восток: Бодрум, Мармарис, Даламан, Фетхие, Кемер, Анталья, Белек, Сиде, Аланья.